# Condado de Allen (Ohio)
O Condado de Allen é um dos 88 condados do estado americano de Ohio. A sede do condado é Lima, e sua maior cidade é Lima. O condado possui uma área de 1 054 km² (dos quais 6 km² estão cobertos por água), uma população de 108 473 habitantes, e uma densidade populacional de 1 054 hab/km² (segundo o censo nacional de 2000). O condado foi fundado em 1 de abril de 1820.